# Norspermina
La norspermina è una poliammina. È stata isolata e caratterizzata per la prima volta dal batterio termofilo Thermus thermophilus.